# Canada Games
Die Canada Games (französisch Jeux du Canada) sind eine mehrere Sportarten umfassende Sportveranstaltung in Kanada, die alle zwei Jahre stattfinden. Dabei wechseln sich Sommer- und Winterspiele ab. Zu den Canada Games sind ausschließlich Amateursportler zugelassen, die einer der Provinzen oder Territorien repräsentieren. Die erste Austragung war 1967 in der Stadt Québec, als Teil der Hundertjahrfeier der Kanadischen Konföderation. 
Seit 1991 ist der Canada Games Council, eine private Non-Profit-Organisation, für die Austragung der Spiele verantwortlich. Neben den Einzelwertungen gibt es auch eine Teamwertung, in der die Athleten Punkte für ihre Provinz oder ihr Territorium sammeln; das siegreiche Team erhält am Ende der Veranstaltung die Flagge der Canada Games überreicht. In mehr als vier Jahrzehnten haben insgesamt über 50.000 Sportler teilgenommen, womit die Canada Games zu den weltweit größten regelmäßigen Sportveranstaltungen gehören. Zahlreiche bekannte Sportler fielen erstmals an den Canada Games auf. Dazu gehören unter anderem Toller Cranston (1967), Bob Gainey (1971), Catriona LeMay Doan (1983, 1987), Sylvie Daigle (1979), Bruny Surin (1985), Maryse Turcotte (1995), Hayley Wickenheiser und Marc Gagnon (1991), Steve Nash (1993), Adam van Koeverden (1997), Sidney Crosby (2003) und Alexandre Despatie (1997).

## Austragungsorte
| Jahr | Ort                     | Provinz              |
| ---- | ----------------------- | -------------------- |
| 1967 | Québec                  | Québec               |
| 1971 | Saskatoon               | Saskatchewan         |
| 1975 | Lethbridge              | Alberta              |
| 1979 | Brandon                 | Manitoba             |
| 1983 | Saguenay–Lac-Saint-Jean | Québec               |
| 1987 | Sydney                  | Nova Scotia          |
| 1991 | Charlottetown           | Prince Edward Island |
| 1995 | Grande Prairie          | Alberta              |
| 1999 | Corner Brook            | Neufundland          |
| 2003 | Bathurst/Campbellton    | New Brunswick        |
| 2007 | Whitehorse              | Yukon                |
| 2011 | Halifax                 | Nova Scotia          |
| 2015 | Prince George           | British Columbia     |
| 2019 | Red Deer                | Québec               |
| 2023 | Prince Edward Island    | Prince Edward Island |
| 2027 | Québec                  | Québec               |

| Jahr | Ort                      | Provinz              |
| ---- | ------------------------ | -------------------- |
| 1969 | Halifax/Dartmouth        | Nova Scotia          |
| 1973 | New Westminster/Burnaby  | British Columbia     |
| 1977 | St. John’s               | Neufundland          |
| 1981 | Thunder Bay              | Ontario              |
| 1985 | Saint John               | New Brunswick        |
| 1989 | Saskatoon                | Saskatchewan         |
| 1993 | Kamloops                 | British Columbia     |
| 1997 | Brandon                  | Manitoba             |
| 2001 | London                   | Ontario              |
| 2005 | Regina                   | Saskatchewan         |
| 2009 | Charlottetown/Summerside | Prince Edward Island |
| 2013 | Sherbrooke               | Québec               |
| 2017 | Brandon                  | Manitoba             |
| 2022 | Niagara Region           | Ontario              |
| 2025 | St. John's               | Neufundland          |
| 2029 | Moncton-Saint John       | New Brunswick        |

## Sportarten
| Winterspiele - Badminton - Biathlon - Bogenschießen - Boxen - Curling - Eishockey - Eiskunstlauf - Eisschnelllauf - Fechten - Freestyle-Skiing - Gerätturnen - Judo - Ringette - Rollstuhlbasketball - Shorttrack - Ski Alpin - Skilanglauf - Snowboard - Squash - Sportschießen - Synchronschwimmen - Tischtennis | Sommerspiele - Baseball - Basketball - BMX - Fußball - Hockey - Kanusport - Leichtathletik - Radsport - Ringen - Rudern - Rugby Union - Schwimmsport - Segeln - Softball - Tennis - Triathlon - Volleyball - Wasserspringen |